# Hägerstads socken
Hägerstads socken i Östergötland ingick i  Kinda härad, ingår sedan 1974 i Kinda kommun och motsvarar från 2016 Hägerstads distrikt.
Socknens areal är 38,82 kvadratkilometer varav 33,05 land. År 2000 fanns här 168 invånare. Sockenkyrkorna Hägerstads kyrka och Hägerstads gamla kyrka ligger i socknen. 

## Administrativ historik
Hägerstads socken har medeltida ursprung. 
Vid kommunreformen 1862 övergick socknens ansvar för de kyrkliga frågorna till Hägerstads församling och för de borgerliga frågorna till Hägerstads landskommun. Landskommunen uppgick 1952 i Norra Kinda landskommun som 1974 uppgick i Kinda kommun. Församlingen uppgick 1 januari 2010 i Rimforsa församling.
1 januari 2016 inrättades distriktet Hägerstad, med samma omfattning som församlingen hade 1999/2000.  
Socknen har tillhört samma fögderier och domsagor som Kinda härad.  De indelta soldaterna tillhörde   Första livgrenadjärregementet, Kinds kompani och Andra livgrenadjärregementet, Vifolka kompani.

## Geografi
Hägerstads socken ligger mellan sjöarna Åsunden i väster, Ämmern i öster och Nimmern i söder.  Socknen har odlingsbygd i norr och bergiga skogsbygder i söder.

## Fornlämningar
Kända från socknen är några gravrösen från bronsåldern samt nio gravfält från järnåldern.

## Namnet
Namnet (1247 Häghirstadha) kommer från kyrkbyn. Förledet innehåller antingen plural av häger eller genitiv av ett mansnamn Häghre. Efterledet är sta(d), 'ställe'.

### Fotnoter
1. 1 2  Svensk Uppslagsbok andra upplagan 1947–1955: Hägerstad socken
2. 1 2  Harlén, Hans; Harlén Eivy (2003). Sverige från A till Ö: geografisk-historisk uppslagsbok. Stockholm: Kommentus. Libris 9337075. ISBN 91-7345-139-8
3. ↑  ”Församlingar”. Statistiska centralbyrån. https://www.scb.se/hitta-statistik/regional-statistik-och-kartor/regionala-indelningar/forsamlingar/. Läst 30 december 2022.
4. ↑  Administrativ historik för Hägerstad socken (Klicka på församlingsposten). Källa: Nationella arkivdatabasen, Riksarkivet.
5. 1 2  Sjögren, Otto (1931). Sverige geografisk beskrivning del 2 Östergötlands, Jönköpings, Kronobergs, Kalmar och Gotlands län. Stockholm: Wahlström & Widstrand. Libris 9939
6. 1 2  Nationalencyklopedin
7. ↑  Fornlämningar, Statens historiska museum: Hägerstads socken
8. ↑  Fornminnesregistret, Riksantikvarieämbetet: Hägerstads socken Fornminnen i socknen erhålls på kartan genom att skriva in sockennamn (utan "socken") i "Ange geografiskt område"
9. ↑  Mats Wahlberg, red (2003). Svenskt ortnamnslexikon. Uppsala: Institutet för språk och folkminnen. Libris 8998039. ISBN 91-7229-020-X. https://isof.diva-portal.org/smash/get/diva2:1175717/FULLTEXT02.pdf